# Jemima Kirke
Jemima Kirke (Londen, 26 april 1985) is een Engels-Amerikaanse actrice, bekend van haar rol als Jessa Johansson in de televisieserie Girls.

## Carrière
Kirke studeerde schilderkunst aan de Rhode Island School of Design en beschouwt zichzelf in de eerste plaats een kunstenares.
Kirke maakte haar filmdebuut toen ze het aanbod van haar vriendin Lena Dunham aannam om een bijrol te spelen in Dunham's debuutfilm Tiny Furniture. Kirke leerde Dunham kennen toen ze samen naar school gingen in New York. Haar debuut in Tiny Furniture leidde uiteindelijk tot haar doorbraak in de serie Girls.
In juli 2017 speelde Kirke een rol in de videoclip van het lied "Gotta Get a Grip" van Mick Jagger. Twee maanden later verscheen Kirke nogmaals in een videoclip, ditmaal van het lied "Dusk till Dawn" van de zanger Zayn Malik.

## Privéleven
Kirke woont in Brooklyn en East Hampton. Ze trouwde in 2009 met advocaat Michael Mosberg, samen hebben ze twee kinderen. In januari 2017 werd bekend dat Kirke en Mosberg waren gescheiden. Haar zus, zangeres Domino Kirke, is getrouwd met de bekende acteur Penn Badgley. Haar andere zus, Lola Kirke, is ook actrice.

## Filmografie

### Film
| Jaar | Titel                | Rol                | Opmerkingen          |
| ---- | -------------------- | ------------------ | -------------------- |
| 2005 | Smile for the Camera | Twin Singer (stem) | Korte film           |
| 2010 | Tiny Furniture       | Charlotte          |                      |
| 2015 | Ava's Possessions    | Ivy                |                      |
| 2017 | The Little Hours     | Marta              |                      |
| 2017 | Untogether           | Andrea             | In de post-productie |

### Televisie
| Jaar      | Titel                      | Rol                         | Opmerkingen                            |
| --------- | -------------------------- | --------------------------- | -------------------------------------- |
| 2012-2017 | Girls                      | Jessa Johansson             | Hoofdrol (53 afleveringen)             |
| 2015      | Axe Cop                    | Water Koningin (stem)       | Aflevering: "het Midden van De Oceaan" |
| 2015      | De Simpsons                | Vriendin van Candace (stem) | Aflevering: "de Droom van Iedere Man"  |
| 2018      | Maniac                     |                             |                                        |
| 2021      | Sex Education              | Hope                        |                                        |
| 2022      | Conversations with Friends | Melissa                     |                                        |